# ウィリアム・フリスト
ウィリアム・ハリソン “ビル” フリスト・シニア (William Harrison "Bill" Frist, Sr., 1952年2月22日 - ) は、アメリカ合衆国の政治家。所属政党は共和党で、宗教的にはプレスビテリアン教会（長老派）の信徒である。
テネシー州ナッシュビル市出身。政治家に転身する以前は心臓・胸部外科医として働いており、ヴァンダービルト大学では心臓移植外科に勤務していた経歴を持つ。
1994年の中間選挙で初当選を果たして以降、連邦上院議員（テネシー州選出）を2期12年（1995年 -2007年）にわたって務め、2003年には失言スキャンダルで院内総務の座を追われたトレント・ロット上院議員の後を継ぐかたちで院内総務に就任、上院共和党のリーダーとして活動した。
しかし、株式のインサイダー取引疑惑が取り沙汰されたことなどが影響し、2006年の選挙には出馬せず引退した。

## 生い立ち
1952年2月22日、テネシー州ナッシュビルでトーマス・ファーン・フリスト・シニア（Thomas Fearn Frist, Sr.）とドロシー・ケイト・フリスト（Dorothy Cate Frist）夫妻の間に次男として生まれる。彼はいわゆるテネシアン（Tennessean，「テネシー人」の意）の4代目であり、高祖父はチャタヌーガ市の建設に関わった人物である。また、父親のトーマス・シニア、兄のトーマス・ジュニアは共に医師であり、現在世界最大の病院チェーンであるホスピタルコーポレーション・オブ・アメリカ（HCA）社の創業者としても知られる人物である。
ナッシュビルにある私立の男子校、モンゴメリー・ベル・アカデミーを卒業後、プリンストン大学に進学し1974年に卒業する。プリンストン大では、公共政策大学院であるウッドロウ・ウィルソン・スクールで医療政策について学んだ。また、大学在学中の1972年に参加したサマー・インターンシップで、同じテネシー州出身のジョー・エヴィンス連邦下院議員（民主党）と出会い、影響を受ける。エヴィンス議員はフリストに対して「政治の道を志すのであれば、まず最初は政治以外の分野でキャリアを積むべきだ。」とアドバイスし、これが政界入りする前に医師として活動するきっかけになった。プリンストン大卒業後はハーバード・メディカルスクール（HMS）に進学し、1978年に医学博士（M.D.）の学位を得て卒業した。ちなみに、ハーバード在学中にルームシェアをしていたデイヴィッド・ウーは、のちに民主党の連邦下院議員（オレゴン州第1区選出）となる人物である。

## 医師としての経歴
HMS在学中の1977年、フリストは同校の関連医療機関であるマサチューセッツ総合病院に研修医として配属された。同病院ではW・ジョン・パウエル・ジュニア博士の研究室に配属され、心臓血管生理学について研究・研修を積む。さらにHMS卒業後は研究室を離れ、同病院の外科レジデントとなる。その後は、イギリス・サウサンプトンにあるサウサンプトン総合病院での1年間の在外研究を経て、1984年にはマサチューセッツ総合病院心臓・胸部外科のチーフ・レジデント兼フェローに昇進する。さらに1985年にはスタンフォード大学医学部に移り、心臓・胸部外科と心臓移植部門のチーフ・レジデント兼シニア・フェローとなる。スタンフォード大でのフェローシップを終えた後はさらにヴァンダービルト大学医学部に移り、教授に就任する。ヴァンダービルト大においては心臓と肺の移植プログラムを開始し、1989年には付属病院に移植センターを立ち上げるなど、移植専門医として活動した。また、ヴァンダービルト大での活動と同時に、ナッシュビル退役軍人病院にも外科スタッフドクターとして籍を置き、勤務した。
その後は徐々に政治活動に重心を移していくことになるが、フリストは現在でも医師の資格を有しており、一般外科手術と胸部外科手術の両方の分野で資格を有している。これまで外科医として執刀した手術の件数は、特に専門である心臓および肺の移植手術の執刀件数については150件以上を数える。この執刀件数のうちには、小児心臓移植や心臓と肺の同時移植なども含まれている。また、ヴァンダービルト大在籍中の1991年に、当時陸軍第101空挺師団・第187歩兵連隊第3大隊の司令官であったデイヴィッド・ペトレイアス中佐（当時）が実弾訓練中の誤射事故で重傷を負った際に、その手術を執刀したことでも知られる。ペトレイアスはこの手術で一命を取り留め、のちにイラク戦争後の治安安定化に向けた対反乱作戦（COIN作戦）で功績を挙げ、大将まで昇ることになる。

## 政界での経歴
1990年、当時政界進出を模索し始めていたフリストは、同じテネシー州出身のハワード・ベイカー元上院共和党院内総務と会う機会を得た。フリストとベイカーはこの時初対面であったが、ベイカーは1時間ほどの面会時間の中で上院議員職の素晴らしさなどを語ったという。フリストはその後もしばしば（1年半の間に3回だったという）ベイカーのもとに妻のカーリンを伴って相談に訪れ、アドバイスを受けた。このことがきっかけでフリストはベイカーを師と仰ぐようになり、彼のアドバイスを後押しに上院議員を目指すことを決断する。